# Свиннертон-Дайер, Питер
Ге́нри Пи́тер Фрэ́нсис Сви́ннертон-Да́йер (англ. Sir Henry Peter Francis Swinnerton-Dyer, 16th Baronet; 2 августа 1927, Нортумберленд, Великобритания — 26 декабря 2018) — английский математик.
Окончил Тринити-колледж Кембриджского университета. Был учеником Дж. И. Литлвуда и А. Вейля. Его научная и педагогическая работа в основном связана с Кембриджским университетом.
Основные работы Свиннертон-Дайера относятся к области теории чисел и алгебраической геометрии. Наиболее известна так называемая гипотеза Бёрча — Свиннертон-Дайера о связи алгебраических свойств эллиптических кривых со значениями L-функций (институт Клэя отнёс её к одной из семи задач тысячелетия).
В 1967 году он был избран членом Лондонского королевского общества, в 1987-м — награждён орденом Британской империи. В 2006 году был награждён медалью Сильвестра.
Также он известен как один из сильнейших игроков в бридж и политической деятельностью.